# Горина, Моймир
Моймир Горина (чеш. Mojmír Horyna; 23 марта 1945  Прага — 26 января 2011,  Прага) — чешский историк искусств, педагог, профессор, доктор философии.

## Биография
Изучал историю искусств на философском факультете Карлова университета в Праге, затем в Грацском университете им. Карла и Франца.
Посвятил себя исследованию искусства эпохи барокко, в первую очередь, барочной архитектуры и скульптуры. Среди его профессиональных интересов также была архитектура XIX века, история развития архитектуры Прага, защита памятников культуры.
В 1969—1970 — научный сотрудник Национальной галереи Праги, затем работал над сохранением исторического центра Пардубице, с 1972 — в Государственном институте по реконструкции исторических городов и зданий в Праге. В 1988 вернулся в Национальную галерею.
В 1990—2011 читал лекции на факультете искусств Карлова университета, руководил Институтом истории искусств при Карловом университете (2000—2006).
Считался лучшим исследователем и знатоком творческого наследия Яна (Джованни) Блажея Сантини-Айхля (1677—1723), чешского архитектора, одного из самых своеобразных представителей центральноевропейского барокко.

## Избранные публикации

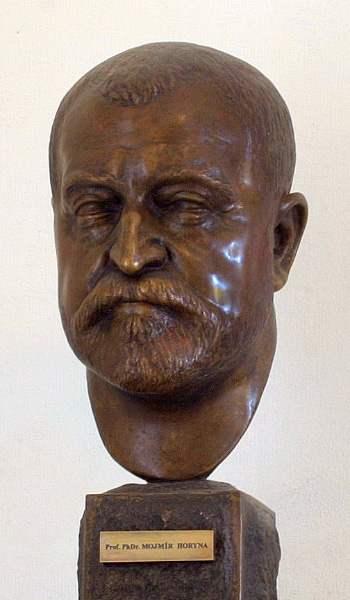
Бюст Моймира Горины

- Architektura baroka. Praha na úsvitu nových dějin, Praha 1988,
- Zámek Hořovice, Praha 1996
- Parlament České republiky, Praha 1996,
- Mnichovo Hradiště, Praha 1996, spoluautor
- Obnova, konzervace a rekonstrukce památek, Praha: 1997,
- Jan Blažej Santini-Aichel, Praha 1998
- Dientzenhoferové, Praha 1998
- Memento mori, Praha 1998,
- Santini. Stavby Jana Blažeje Santiniho na Žďársku, Žďár nad Sázavou 1999
- Toskánský palác v Praze, Praha 1999,
- Černínský palác v Praze, Praha 2001
- Valdštejnský palác v Praze, Praha 2002 и др.